# Карич, Эмир
Эми́р Ка́рич (нем. Emir Karić; род. 9 июня 1997[…], Линц) — австрийский футболист, защитник клуба «Штурм».

## Клубная карьера
Карич — воспитанник клубов «Леондинг», «Юниорс» и ЛАСК. 22 мая 2015 года в матче против «Ваккера» он дебютировал во Второй лиге Австрии в составе последних. В том же году Эмир присоединился к дублирующему составу «Ред Булл Зальцбург» за который отыграл три сезона. Летом 2018 года Карич подписал контракт с «Райндорф Альтах». 28 июля в матче против «Маттерсбурга» он дебютировал в австрийской Бундеслиге. 24 ноября 2019 года в матче против «Хартберга» Эмир забил свой первый гол за «Райндорф Альтах».
Летом 2021 года Карич перешёл в немецкий «Дармштадт 98». 24 июля в матче против «Яна» он дебютировал во Второй Бундеслиге. 3 октября в поединке против «Зандхаузена» Эмир забил свой первый гол за «Дармштадт 98».
Летом 2024 года Карич вернулся на родину, подписав контракт с «Штурмом». 4 августа в матче против венского «Рапида» он дебютировал за новую команду.

## Международная карьера
В 2019 году в составе молодёжной сборной Австрии Карич принял участие в молодёжном чемпионате Европы в Италии. На турнире он был запасным и на поле не вышел.